# Guinea címere

Guinea címere

Guinea címere egy fehér pajzs, mely fölött egy fehér, csőrében rizsszálat tartó galamb látható. Alul a nemzeti színek: piros, sárga és zöld jelennek meg és sárga szalagon a nemzeti mottó olvasható francia nyelven: Travail, Justice, Solidarité (Munka, Igazság, Összetartozás).